# Zenerove karte
Zenerove karte, poznate i kao ESP karte ili Rhineove karte, vrsta karata koje se koriste pri ispitivanju sposobnosti izvanosjetilnog opažanja (ESP), osobito vidovitosti. Karte su nazvane prema američkom psihologu Karlu Zeneru (1903.-1964.) koji ih je osmislio ranih 1930-ih godina kako bi istraživao izvanosjetilna opažanja na Sveučilištu Duke u Sjevernoj Carolini, zajedno s kolegom Josephom B. Rhineom (1895.-1980.). Karte se koriste kod parapsiholoških istraživanja u laboratorijskim uvjetima.
Špil se sastoji od 25 karata od kojih svaka sadrži jedan od pet ucrtanih simbola (krug, križ, valovite linije, kvadrat i zvijezda), s time da je svaki od simbola utisnut na pet karata. Tipičan pokus za istraživanje telepatije sastoji se u tome da ispitivač prvo izmiješa karte, a potom otkriva jednu po jednu, dok ispitivani sudionik nastoji putem čitanja njegovih misli pogoditi koju je kartu ispitivač otvorio. Šansa za pogoditi koja ćekarta biti na redu je 1/5, što dalje implicira kako je vjerojatnost da broj karata koje bi ispitivani mogao slučajno pogoditi iznosi svega pet u cijelom špilu. Svaki rezultat koji ide bitno iznad toga predstavljao bi dokaz da ispitivana osoba ima natprirodne sposobnosti.
Karte je prvi put službeno spomenuo J. B. Rhine u svojoj publikaciji "Izvanosjetilno opažanje" (Extrasensory Perception) koju je izdao 1934. godine uz pomoć "Bostonskog društva za psihičko istraživanje".